# Graffiti (álbum)
Graffiti es el tercer álbum de estudio del cantante estadounidense Chris Brown. Fue lanzado el 8 de diciembre de 2009 por Jive Records. El álbum sirve como continuación de su anterior álbum Exclusive (2007). Las sesiones de grabación se llevaron a cabo entre 2008 y 2009, con varios productores discográficos, incluidos Polow da Don, Swizz Beatz, The Runners y Brian Kennedy, entre otros.
Principalmente una salida de R&B mezclada con pop y hip hop, Graffiti incorpora elementos de goth rock, synthpop y eurodisco, y su producción muestra un uso intensivo de sintetizadores. Su contenido lírico se ha descrito como de dos caras, con temas que varían desde el arrepentimiento, el deseo, el afecto y un estilo de vida de playboy.
El álbum debutó en el número siete en el Billboard 200 de Estados Unidos, vendiendo 102.000 copias en su primera semana. En 2019, el álbum recibió la certificación de oro de la Recording Industry Association of America (RIAA). El álbum se convirtió en su tercer debut consecutivo entre los diez primeros en los Estados Unidos después de Exclusive en 2007, mientras producía dos sencillos que lograron un éxito moderado en las listas. El álbum fue considerado un fracaso crítico y comercial en comparación con los trabajos anteriores de la cantante, y muchos especularon que la razón fue el escándalo de violencia doméstica de Brown que ocurrió el mismo año del lanzamiento del álbum.
A pesar de recibir críticas generalmente negativas de la mayoría de los críticos musicales, Graffiti fue nominado a dos premios Grammy; incluyendo uno para el Mejor álbum de R&B contemporáneo y el otro para la Mejor interpretación de R&B por un dúo o grupo con voz para esta canción, "Take My Time" con Tank

## Antecedentes
En 2008, Chris Brown comenzó a trabajar en su tercer álbum de estudio y se confirmó el título, Graffiti, en el American Music Awards 2008. Se reveló en junio de 2008 que Brown estaba trabajando con los productores de The Runners para crear una locura. "Algo que nunca has escuchado antes." Productor Scott Storch, quien había trabajado previamente con Brown, también anunció su participación en el álbum diciendo: "Es bueno. Estoy trabajando con él en Orlando en algunas cosas." La grabación del álbum se llevó a cabo principalmente en Orlando y el 5 de septiembre de 2009, a través de Twitter, Brown anunció que había completado el álbum, y también reveló que el álbum sería lanzado fuera de los EE. UU. el 7 de diciembre y en los EE. UU. el 8 de diciembre. En declaraciones a MTV, Swizz Beatz reveló, "él tiene algo que demostrar", y "ha trabajado en 60-70 canciones."

## Sencillos
"I Can Transform Ya" fue lanzado como sencillo del álbum el 29 de septiembre de 2009. La canción recibió comentarios positivos. "I Can Transform Ya" alcanzó el top ten de Nueva Zelanda, mientras que logró éxito en Australia, el Reino Unido y los Estados Unidos. El video que acompaña a la música de la canción reúne coreografía con ninjas con capucha, y hace juegos de palabras de la serie de Transformers. "Crawl" y "Sing Like Me" fueron puestos en libertad en iTunes el 24 de noviembre 2009, el primero como el segundo sencillo del álbum, y el segundo como un sencillo promocional, alcanzando la veinte primeros en el Japón y Nueva Zelanda. El graffiti es un album de un artista aleman

## Lista de canciones
| N.º | Título                                             | Escritor(es)                                                                                         | Producer(s)                              | Duración |  |
| 1.  | «I Can Transform Ya» (con Lil Wayne y Swizz Beatz) | Christopher Brown, Jason Boyd, Kasseem Dean, J. "Lonny" Bereal, Dwayne Carter                        | Swizz Beatz                              | 3:48     |  |
| 2.  | «Sing Like Me»                                     | Brown, Bigg Makk, Lorenza Lennon, Keith Thomas, Atozzio Towns                                        | Bigg Makk, Keith Thomas, Big Lo          | 4:15     |  |
| 3.  | «Crawl»                                            | Brown, Nasri Atweh, J. Thomas, Luke Boyd, Adam Messinger                                             | The Messengers                           | 3:56     |  |
| 4.  | «So Cold»                                          | Brown, Ester Dean, Terence Walton, Jamal Jones, Teyana Taylor                                        | Polow da Don; Ester Dean, Hotsauce (co.) | 3:38     |  |
| 5.  | «What I Do» (con Plies)                            | Brown, J. Boyd, L. Boyd, Kevin Cossom, J. Thomas, Andrew Harr, Jermaine Jackson, Algernod Washington | The Runners; The Monarch (co.)           | 4:00     |  |
| 6.  | «Famous Girl»                                      | Brown, Ryan Leslie                                                                                   | Ryan Leslie                              | 3:39     |  |
| 7.  | «Take My Time» (featuring Tank)                    | Brown, Justin Henderson, Chris Whitacre                                                              | Tha Bizness                              | 4:38     |  |
| 8.  | «I.Y.A»                                            | Brown, Jean Baptiste, Ryan Buendia, Nick Marsh, Michael McHenry                                      | Free School                              | 3:08     |  |
| 9.  | «Pass Out» (con Eva Simons)                        | Brown, Brian Kennedy, Andre Merritt                                                                  | Brian Kennedy                            | 3:53     |  |
| 10. | «Wait» (con Trey Songz y Game)                     | Brown, J. Bereal, Dawson, Tremaine Neverson, Jones, Ester Dean, Jayseon Taylor                       | Polow da Don; Hotsauce (co.)             | 4:30     |  |
| 11. | «Lucky Me»                                         | Brown, Jevon Hill, Rico Love, Timothy & Theron Thomas                                                | Jevon Hill                               | 5:10     |  |
| 12. | «Fallin Down»                                      | Brown, Charlie Bereal, J. Boyd                                                                       | Charlie Bereal                           | 4:12     |  |
| 13. | «I'll Go»                                          | Kennedy, James Fauntleroy                                                                            | Brian Kennedy, James Fauntleroy          | 3:05     |  |

| International bonus track |                                |                                               |               |          |  |
| N.º                       | Título                         | Escritor(es)                                  | Productor(es) | Duración |  |
| 14.                       | «Girlfriend» (con Lupe Fiasco) | Brown, Baptiste, Buendia, Nick Marsh, McHenry | Free School   | 4:08     |  |
| 15.                       | «Chase Our Love»               | Brown, Baptiste, Buendia, Nick Marsh, McHenry | Free School   | 3:21     |  |

| Edición Deluxe |                                               |                                                                                                |                                          |          |  |
| N.º            | Título                                        | Escritor(es)                                                                                   | Productor(es)                            | Duración |  |
| 16.            | «Gotta Be Ur Man»                             | Brown, Dawson, Dean, Jones, Jay Stevenson                                                      | Polow da Don; Ester Dean, Hotsauce (co.) | 3:17     |  |
| 17.            | «Movie» (Bonus track)                         | Brown, Hill, Timothy & Theron                                                                  | Polow da Don                             | 4:04     |  |
| 18.            | «For Ur Love»                                 | Brown, Baptiste, Buendia, Sylvia Gordon, Nick Marsh, Trevor McFredries, McHenry, Tyler Sherrit | Free School, DJ Skeet Skeet              | 3:45     |  |
| 19.            | «I Need This»                                 | Jessica Cornish, Warren Felder                                                                 | Oak, Jessica Cornish                     | 4:21     |  |
| 20.            | «I Love U» (conEster Dean)                    | Brown, Dean, Perry, Jones                                                                      | Polow da Don; Ester Dean (co.)           | 3:02     |  |
| 21.            | «Brown Skin Girl» (con Sean Paul y Rock City) | Brown, Scott Storch, Timothy & Theron                                                          | Scott Storch                             | 4:13     |  |
| 22.            | «Graffiti» (iTunes pre-order bonus track)     | Carlos & Steven Battey                                                                         | Cool & Dre                               | 5:12     |  |
| 23.            | «They Say» (Japanese Bonus track)             |                                                                                                | Baptiste, Ryan Buendia, Nick Marsh       | 4:40     |  |

## Posicionamiento
| Listas (2009)              | Posición |
| -------------------------- | -------- |
| Australia Albums Chart     | 40       |
| Francia Albums Chart       | 134      |
| Alemania Albums Chart      | 83       |
| Irish Albums Chart         | 47       |
| Nueva Zelanda Albums Chart | 40       |
| UK Albums Chart            | 55       |
| US Billboard 200           | 7        |
| US Top R&B/Hip-Hop Albums  | 1        |

## Fecha de lanzamiento
| País           | Fecha                  |
| -------------- | ---------------------- |
| Alemania       | 7 de diciembre de 2009 |
| Estados Unidos | 8 de diciembre de 2009 |
| Reino Unido    | 6 de diciembre de 2009 |